# 예천 감로루
예천 감로루(醴泉 感露樓)는 대한민국 경상북도 예천군 용문면 원류리에 있는, 함양 박씨 정랑공 박종린의 무덤을 수호하기 위하여 지은 재실의 부속건물이다. 1995년 12월 1일 경상북도의 유형문화재 제292호로 지정되었다.

## 개요
함양 박씨 정랑공 박종린의 무덤을 수호하기 위하여 지은 재실의 부속건물이다. 1600년대에 세워졌으며, 감로루 이외에도 희이당, 문간채, 외양간 등의 건물이 트인 ㅁ자로 배치되어 있어, 영남지방 재실 건축의 전형적인 배치법을 보이고 있다.
감로루는 2층 건물로 아래층은 마굿간으로 사용하였으며, 윗층은 가운데를 큰 대청으로 하고 양쪽에는 온돌을 설치하였다. 사방으로는 화려한 형태의 난간을 둘렀으며, 대청의 벽에는 청풍자 정윤목이 쓴 현판이 걸려있다.

## 현지 안내문
이 건물은 함양박씨 예천 입향조인 정랑공 박종린의 묘지 수호를 위하여 1600년대에 세운 재실의 부속건물이다.
속칭 허리골의 산 중허리에 위치하는 일곽의 경역은 누각, 회이당, 문간채, 외양간 등 4동이 '튼ㅁ'자로 배치되어 영남 북부지방 재실 건축의 전형적인 배치법을 하고 있다.
특히 누각채의 아래층은 부속공간인 마구간으로, 위층은 중앙 3칸을 톨칸의 대청으로 꾸몄고, 양 퇴칸은 온돌을 설치하고 사방으로 돌렸다.
대청 벽면에는 당대의 명필인 청풍자 정유목의 글씨라 전하는 현판이 편액되어 있다.

## 같이 보기
- 예천 희이재사 (중요민속문화재 제285호)